# Любичич, Никола
Никола Любичич (серб. Nikola Ljubičić / Никола Љубичић; 4 апреля 1916, Каран — 13 апреля 2005, Белград) — югославский военачальник, участник Народно-освободительной войны Югославии, с 1967 по 1982 годы — союзный секретарь Народной обороны Югославии (Министр обороны Югославии), с 1982 по 1984 годы — Председатель Президиума Социалистической Республики Сербия (глава социалистической Сербии). Кавалер многих орденов, Народный герой Югославии.

## Биография

### Довоенные годы
Родился 4 апреля 1916 года в селе Каран близ Ужице. Окончил школу города Ужице и среднюю сельскохозяйственную школу города Валево. Служил в Королевской армии Югославии, военное обучение проходил в Школе офицеров резерва пехоты в Мариборе. До войны работал в Начальной сельскохозяйственной школе в Севойно, близ Ужице, Косериче и Плевле. Активно участвовал в акциях молодёжных организаций Валевской сельскохозяйственной школы.

### Война
В дни Апрельской войны командовал взводом горнострелкового батальона из села Здравчичи. Принял бой против немцев в Валево. После капитуляции армии не сложил оружие, по приказу окружного отделения КПЮ в Ужице стал собирать партизан в регионе (особенно в родном селе). В 1-ю Ужицкую роту Ужицкого партизанского отряда по зову Любичича добровольцы стали вступать в начале августа. Тогда же он был принят и в партию. Боевое крещение принял в боях за Байину-Башту и Ужице. После освобождения Ужице руководил войсками в районах Вардишта и Добруна, защищал территорию между Прибоем и Вишеградом. После отступления партизан из Ужице был назначен командиром 3-й роты в отряде и через Златибор покинул регион, выйдя в Санджак. По пути рота Любичича неоднократно вступала в бои с четниками и немцами, а затем обороняла Верховный штаб НОАЮ в Дренове от итальянских войск. После этого 3-я рота прикрывала силы Верховного штаба во время перехода к Рудо.
3-я Ужицкая рота позднее вошла в состав 5-го Шумадийского батальона 1-й пролетарской ударной бригады: Никола стал заместителем командира батальона Милана Илича. Рота перебралась в Романию из Рудо. В начале 1942 года рота в обстановке суровой зимы выбралась в Яхорину, где ей снова доверили охрану Верховного штаба. С его руководителями и солдатами рота Любичича перешла в Фочу, где Никола и стал командиром 5-го Шумадийского батальона. Тот вёл боевые действия против четников и итальянцев близ Челебича и Дуба. 1 мая 1942 года в битве при Чайниче Никола был первый раз ранен. Во время наступления противника на Фочу батальон оборонял территории между теми же Чайничем и Фочей, а также вёл бои на Пивской возвышенности и в долине Дурмитора. Батальон Любичича, перебравшись через реку Пива в Плужин, снова получил задание по охране Верховного штаба НОАЮ, после чего продолжил бои против четников и итальянцев близ Гацко. В одной из стычек на Сутьеске батальон разгромил группу четников, однако большая часть солдат погибла после авианалёта итальянцев.
После прибытия в деревню Врбница по распоряжению Верховного штаба батальон был передан в распоряжение 2-й пролетарской ударной бригады, восполняя её потери. Любичич возглавил 4-й Ужицкий батальон, во время похода в Боснийскую Краину его батальон участвовал в битве за Калиновик, затем в переходе Сараево-Кониц в битве при Тарчине, в боях за Бугойно, Купрес, Маняча и освобождении Мрконич-Града и Яйце. Позднее батальон продолжал бои в Босанском-Грахове и на Динаре, близ Книна. Второй раз Никола был ранен именно там. Пролечившись некоторое время в Босански-Петроваце, Любичич участвовал в битве на Неретве вместе с колонной раненых, совершая переход к Неретве из Босански-Петроваца. Там он вернулся в строй 2-й пролетарской ударной бригады. Никола продолжил бои с бригадой в долине Неретве, разгромив немцев на Пидрише и при Горни-Вакуф-Ускопле, форсировав Неретву в боях против четников и одолев противников около Борачского озера. 2-я пролетарская тем временем вела бои против итальянцев и четников при форсировании Дрины, на землях Санджака, Черногории и Восточной Боснии.
После битвы на Сутьеске со 2-й пролетарской бригадой Любичич участвовал в прорыве к Зеленгоре, как и на пути около Милевины. Позднее его солдаты действовали в районе на территории современных общин Кладань и Тузла. Там в начале августа 1943 года по приказу Верховного штаба НОАЮ Любичич с 6 товарищами и радиостанцией отправился на территорию оккупированной Сербии. Его отряд прошёл через Семберию и Срем. В Сербии они добрались через Умку к Аранджеловацу, где встретились с частями 1-й шумадийской бригады. По приказу Верховного штаба Никола от Рудника через Косерич и гору Тару отправился с бригадой дальше к долине реки Лим и Вардиште, вступая в бои с противником. Прибыв в Санджак, Никола некоторое время занимал должность начальника штаба 2-й пролетарской ударной бригады, а затем возглавил 3-ю сербскую пролетарскую ударную бригаду.
С новой бригадой Любичич участвовал в боях в Санджаке и Западной Сербии в городах Златибор, Иваница, Букови, Беране, Андриевица, на горе Таре и в районе Валево. Во время прорыва партизан в Сербию Никола стал начальником штаба 2-й пролетарской дивизии, с которой во второй половине 1944 года вышел в Сербию после боёв в долине Ибара и на Копаонике. В августе 1944 года он стал заместителем командира Корпуса народной обороны Югославии, и на этой должности он и встретил окончание войны.

### После войны
После войны Любичич командовал дивизией Корпуса народной обороны Югославии. Окончил в 1947 году Военную академию имени М. В. Фрунзе, в 1950 году Высшую военную академию Белграда, затем возглавил корпус в Загребе, Любляне и Крагуеваце. Был также помощником командира 1-й армии по политподготовке, командовал пограничными войсками Югославии, был начальником Военной школы и комендантом 1-го военного округа. С 1967 по 1982 годы был министром обороны Югославии, после чего был демобилизирован. С 1963 по 1967 годы Любичич был депутатом Союзной Скупщины, на VIII Съезде СКЮ избран в ЦК СКЮ, на IX, X и XI Съездах избирался в состав Президиума ЦК СКЮ. С 1982 по 1984 годы был Председателем Президиума Социалистической Республики Сербии, с 1984 по 1989 годы входил в состав Президиума СФРЮ.
Умер 13 апреля 2005 года: последние дни он провёл в Белградской военно-медицинской академии. 16 апреля 2005 года он был похоронен с воинскими почестями на Аллее почётных граждан на Новом кладбище.
Был награждён рядом орденов и медалей, в том числе Орденом Народного героя (указ от 27 ноября 1953).

## Оценка деятельности
Любичич запомнился как автор нескольких трудов по военному делу, в которых изложил своё видение правил ведения войны, а также автор мемуаров о своей воинской службе в годы Второй мировой войны. По мнению некоторых людей, вместе со Стане Доланцем после Иосипа Броза Тито они были самыми влиятельными людьми в Югославии (в последние годы жизни Тито они фактически были его ближайшими советниками). Считается, что Любичич и Доланц подстроили арест Йованки Броз и её изоляцию после смерти мужа: они выдвигали против неё неоднократно обвинения в подготовке государственного переворота.

## Сочинения
- «Общенародная оборона — стратегия мира» (серб. Општенародна одбрана-стратегија мира)
- «Ужицкий партизанский отряд» (серб. Ужички НОП одред)
- «Ужице в 1941 году» (серб. Ужице 1941. године)
- Мемуары «В Титовской колонне» (серб. У Титовој колони)